# ウアリ・ブーメディアン空港
ウアリ・ブーメディアン空港（阿: مطار هواري بومدين الدولي,仏: Aéroport d'Alger Houari Boumediene）とは、アルジェリアの首都アルジェにある国際空港。アルジェリア航空の本拠地である。空港の名前はアルジェリアの第2代大統領だったウアリ・ブーメディエンにちなむ。

## 概要
単にアルジェ国際空港とも呼ばれる。アルジェの市街地からは東に約17kmほど離れている。
1924年に開港。当時のこの付近の呼び名から、メゾン・ブランシェ空港という名前で呼ばれた。
第二次大戦中はヴィシーフランス軍が守備していたが、トーチ作戦で米英連合軍に占領され、占領翌日にはイギリス軍の戦闘機隊が進出。その後も北アフリカ戦線の有力な航空拠点として終戦まで使用された。1962年にアルジェリアがフランスから独立すると地名からダル・アル・バヤダ空港に改称。更に1980年に前年死去したブーメディアン大統領に因んで現在の名に改称した。
現在では3500m級滑走路2本と4つのターミナルを持つ。
- ターミナル1-2006年開業。もともと国際線ターミナルであったがターミナル4へ移転し現在は国内線ターミナルとして使用されている。
- ターミナル2-1950年代に建設された旧国際線ターミナル。ターミナル1完成後現名称に改名。大規模改修工事を行い、現在は国内線ターミナルとして使用されている。
- ターミナル3-ターミナル1完成前は国内線ターミナルとして使用。その後ハッジフライト他の季節便・チャーター便用のターミナルとして使用されていたが、ターミナル4完成後に他のターミナルに順次移行。建替が計画されている。
- ターミナル4-新国際線ターミナル。2019年4月開業。

## ターミナル

### ターミナル 1

#### ホール 1
- Aigle Azur（Basel/Mulhouse、リール、リヨン、ニース[季節運航]、パリ、パリ（オルリー）、トゥールーズ）
- エールフランス（マルセイユ、パリ）
- アリタリア航空（ミラノ、ローマ）
- ブリティッシュ・エアウェイズ（ロンドン）
- エジプト航空（カイロ）
- イベリア航空（マドリード）
- リビア航空（トリポリ）
- ルフトハンザドイツ航空（フランクフルト）
- Nouvelair（チュニス）
- カタール航空（ドーハ）
- ロイヤル・エア・モロッコ（カサブランカ）
- サウジアラビア航空（カサブランカ、ジッダ）
- シリア・アラブ航空（アレッポ、ダマスカス）
- チュニスエア（チュニス）
- ターキッシュ エアラインズ（イスタンブール）

#### ホール 2
- アルジェリア航空（Abidjan、Amman、Bamako、バルセロナ、北京、ベイルート、ベルリン[季節運航]、Bordeaux、ブリュッセル、Cairo、カサブランカ、ダカール、ダマスカス、ドバイ、フランクフルト、Geneva、イスタンブール、ジッダ、Lille、ロンドン、Luqa[季節運航]、ルクセンブルク[季節運航]、リヨン、マドリード、Marseilles、Metz/Nancy、モントリオール、モスクワ、ニューヨーク、Niamey、ニース、Nouakchott、Ouagadougou、パリ、ローマ、トゥールーズ、トリポリ、チュニス）

### ターミナル 2
- アルジェリア航空（Adrar、Annaba、Batna、Bechar、Biskra、Chlef、Constantine、Djanet、El Golea、El Oued、Gara Djebilet、Ghardaia、Hassi Messaoud、Illizi、In Amenas、In Salah、Jijel、Oran、Ouargla、Setif、Tamanrasset、Tebessa、Tiaret、Timimoun、Tindouf、Tizi Ouzou、Tlemcen、Touggourt）
- タッシリ航空（Djanet、El Golea、El Oued、Ghardaia、Hassi R'Mel、Hassi Messaoud、Illizi、In Amenas、In Salah、Tamanrasset、Tebessa、Touggourt）
- Algeria Air（Annaba）

### ターミナル 3
- アルジェリア航空カーゴ
- Air Express Algeria
- カーゴルックス航空
- DHLアビエーション
- フェデックス・エクスプレス
- ロイヤル・エア・モロッコ・カーゴ
- UPS航空

## アクセス
N5高速道路(アルジェ南環状線)またはN11高速道路(アルジェ北環状線)が接続している。
アルジェ市内との連絡は30分おきに運行されているバスかタクシーを利用する。アルジェ国鉄が運行する近郊電車(RER)の駅は若干離れており利用はしづらい。
なお、2019年現在空港に直接乗り入れる空港連絡鉄道の建設が進められており近日中に開業の見込み。また近い将来にはアルジェ地下鉄(アルジェ・メトロ)の乗り入れも予定されている。

## 事件
- 1968年：エル・アル航空426便ハイジャック事件
- 1994年：エールフランス8969便ハイジャック事件